# Colonia Santa María, Veracruz
Colonia Santa María är en ort i Mexiko.   Den ligger i kommunen Tezonapa och delstaten Veracruz, i den sydöstra delen av landet, 270 km öster om huvudstaden Mexico City. Colonia Santa María ligger 139 meter över havet och antalet invånare är 145.
Terrängen runt Colonia Santa María är kuperad åt nordväst, men åt sydost är den platt. Runt Colonia Santa María är det ganska tätbefolkat, med 56 invånare per kvadratkilometer. Närmaste större samhälle är Cosolapa, 10,5 km nordost om Colonia Santa María. I omgivningarna runt Colonia Santa María växer huvudsakligen savannskog.